# Initiative (Politik)
Als Initiative (von lateinisch initium: „Anfang, Beginn“) bezeichnet man in der Politik erstmalige Schritte, die auf die Behebung eines Missstandes abzielen. Eine politische Initiative zielt oftmals auf einen gesetzgeberischen oder ordnungspolitischen Akt, also den Beschluss eines Gesetzes oder einer behördlichen Anordnung zu einem Sachverhalt. In diesem Zusammenhang spricht man auch davon, dass „jemand zur Frage XY die Initiative ergreift“. Das Ergreifen einer politischen Initiative bedeutet nicht automatisch, dass diese auch im angestrebten Sinne umgesetzt wird.
Der Begriff der politischen Initiative ist in seiner konkreten Bedeutung nicht eindeutig abgegrenzt.

## Die politische Initiative als formaler Akt
Im engeren Sinne beschreibt die politische Initiative die Einbringung einer Vorlage in ein Parlament mit dem Ziel, einen Beschluss in einer bestimmten Frage herbeizuführen. Dieses Recht zur initiativen Einbringung von beispielsweise Gesetzesvorlagen (das sogenannte Initiativrecht) steht nur den in der jeweiligen Verfassung der Gebietskörperschaft genannten, üblicherweise abschließend aufgezählten Gruppen zur Verfügung. In aller Regel sind dies die im Parlament vertretenen Fraktionen, Gruppen von Abgeordneten mit einer gewissen Mindestanzahl, die Regierung und das Wahlvolk.
Weitere bekannte Instrumente zur Ausübung des Initiativrechts unmittelbar durch die Bevölkerung sind:
- Die Volksinitiative in der Schweiz, mit der Bürger einen Vorschlag zur direktdemokratischen Abstimmung bringen können,
- die Volksinitiative in Deutschland beziehungsweise das Volksbegehren in Österreich, mit dem Bürger die Behandlung einer Vorlage im Parlament erwirken können,
- die europäische Bürgerinitiative, die Unionsbürgern unter bestimmten Voraussetzungen die Einbringung von politischen Initiativen bei der Europäischen Kommission ermöglicht.

## Die politische Initiative als öffentliche Aufforderung
In einem etwas allgemeineren Sinne wird unter politischer Initiative jede Form von (erstmaliger) öffentlicher Aufforderung an die verantwortlichen Stellen verstanden, zu einem bestimmten Thema aktiv zu werden. Daneben verfolgen solche Formen von Initiativen stets auch das Ziel, eine öffentliche Aufmerksamkeit für einen Missstand zu schaffen und damit politischen Handlungsdruck zu erzeugen. Dieses Recht der öffentlichen Fürsprache steht in einem freiheitlichen Staatswesen jedem Einzelnen und jeder Gruppe zu und ist eng mit dem Recht auf freie Meinungsäußerung verknüpft. Die politische Initiative als öffentliche Handlungsaufforderung ist wichtiger Bestandteil der politischen Meinungsbildung und wesentlicher Bestandteil der demokratischen Kultur.
Beispiele für Initiativen von politischen Akteuren als öffentliche Handlungsaufforderung sind:
- die „Initiative Mindestlohn“ deutscher Gewerkschaften[1]
- die „Afrika-Initiative“ des Entwicklungshilfeministers Dirk Niebel[2]
- die Bündnisinitiative rechtspopulistischer Gruppen in Frankreich und den Niederlanden im Sommer 2013[3]
- die satirische Initiative „Sauberes Hamburg“ eines Hamburger Unternehmens[4]

## Die politische Initiative als anlassbezogene Organisationsform
Als weitere häufig verwendete Wortbedeutung bezeichnet die politische Initiative in der Politik einen anlassbezogenen Zusammenschluss von Bürgern oder gesellschaftlichen Gruppen zum Zwecke der politischen Arbeit und Einflussnahme zu einem bestimmten Themenfeld. Eine solche Initiative muss keine rechtlich fixierte Organisationsform annehmen, sondern kann ein mehr oder minder loser Zusammenschluss verschiedener Akteure sein. Initiativen, die sich verstetigen, geben sich bisweilen eine anerkannte Organisationsform, beispielsweise durch die Gründung eines eingetragenen Vereins.
Beispiele für Initiativen als anlassbezogene Organisationen sind:
- ganz allgemein Bürgerinitiativen jeder Art
- in verstetigter Form die Initiative Zivilgesellschaft als dauerhafter Zusammenschluss von zivilgesellschaftlichen Organisationen in Österreich
- mit internationalem Zuschnitt die Genfer Initiative als zivilgesellschaftlicher Zusammenschluss zur Lösung des Nahostkonflikts

## Die politische Initiative als Kampfbegriff
In politischen Zusammenhängen wird mit dem Begriff Initiative zumeist ein im weiteren Sinne auf das Allgemeinwohl gerichtetes Handeln verbunden. Vor diesem Hintergrund kann es für politische Lobbyorganisationen jeder Art attraktiv sein, die Bezeichnung Initiative im Namen zu führen, um so dem Vorwurf der bloßen Vertretung von Spezialinteressen entgegenzutreten.
Beispielhaft für die Verwendung des Begriffs Initiative im Namen von Lobbyorganisationen sind:
- die Initiative D21 als Zusammenschluss von Akteuren aus Politik und Wirtschaft zur Überwindung der digitalen Spaltung in Deutschland
- die Initiative Neue Soziale Marktwirtschaft als Interessenvertretung der Metall- und Elektroindustrie in Deutschland
- die Initiative Neue Qualität der Arbeit von Bundesministerien, Sozialversicherungsträgern, Arbeitgebern und Gewerkschaften.